# Liste der Bürgermeister von Amersfoort
Diese Liste gibt einen Überblick aller Bürgermeister der niederländischen Stadt Amersfoort seit 1816.
| Zeitraum                      | Name                                      | Partei    | Bemerkungen      |
| ----------------------------- | ----------------------------------------- | --------- | ---------------- |
| 3. Jan. 1816 – 15. April 1837 | Otto Scheltus van Leusden                 |           | im Amt gestorben |
| 1. Juni 1837 – 2. Jan. 1849   | Wijnand van Assenraad                     |           |                  |
| 2. Jan. 1849 – 23. Feb. 1852  | Anthony Dirk Methorst                     |           |                  |
| 25. März 1852 – 15. Okt. 1877 | Albartus Gerhardus Wijers                 |           | im Amt gestorben |
| 4. Dez. 1877 – 1. Mai 1883    | Frederik Hendrik van Persijn              |           |                  |
| 26. Juli 1883 – 1. Juni 1891  | Jhr. Titus van Asch van Wijck             | ARP       |                  |
| 9. Juli 1891 – 25. Nov. 1899  | Francis David Graaf Schimmelpenninck      | Vrije ARP |                  |
| 3. Jan. 1900 – 1. Aug. 1901   | Jhr. Titus van Asch van Wijck             | ARP       |                  |
| 26. Sep. 1901 – 1. Aug. 1912  | Jhr. Jan Willem Antonie Barchman Wuytiers |           |                  |
| 29. Aug. 1912 – 31. Dez. 1940 | Julius Cornelis Graaf van Randwijck       |           |                  |
| 28. Feb. 1942 – 5. Sep. 1944  | Jan Gerrit Leonard Harloff                | NSB       | geflohen         |
| 24. Jan. 1945 – 7. Mai 1945   | J. Wendling                               | NSB       | enthoben         |
| 7. Mai 1945 – 16. Nov. 1945   | J.C. Graaf van Randwijck                  |           |                  |
| 5. Nov. 1946 – 1. Feb. 1961   | Hermen Molendijk                          | PvdA      |                  |
| 6. April 1961 – 14. Feb. 1971 | Johan de Widt                             |           | im Amt gestorben |
| 19. Juli 1971 – 1. Sep. 1975  | Maurits Troostwijk                        | PvdA      |                  |
| 2. Jan. 1976 – 1. Jan. 1982   | Anne Vermeer                              | PvdA      |                  |
| 19. Jan. 1982 – 31. Mai 1994  | Bert Schreuder                            | PvdA      |                  |
| 16. Juni 1994 – 1. Juli 1999  | Annie Brouwer-Korf                        | PvdA      |                  |
| 3. Jan. 2000 – 25. Juni 2010  | Albertine van Vliet-Kuiper                | D66       |                  |
| 31. Aug. 2010 – amtierend     | Lucas Bolsius                             | CDA       |                  |